# Chico Rei

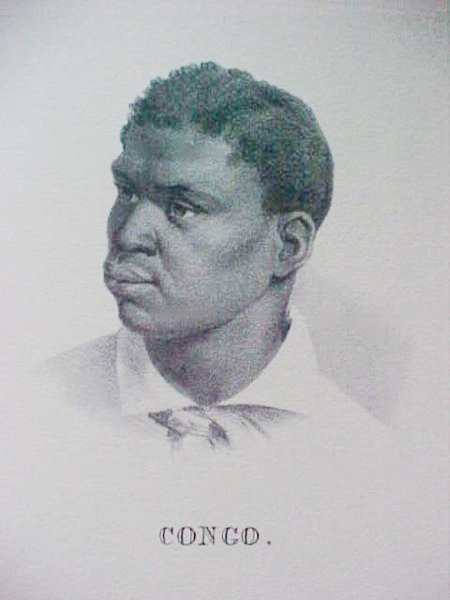
Negro do Reino do Congo em litografia de Rugendas.

Francisco Rei é um personagem lendário da tradição oral de Minas Gerais, Brasil. Segundo esta tradição, Chico era o rei de uma tribo no reino do Congo, trazido como escravo para o Brasil. Conseguiu comprar sua alforria e de outros conterrâneos com seu trabalho e tornou-se "rei" em Ouro Preto.

## A história oral
Chico Rei, teria sido um monarca africano, nascido no Reino do Congo e chamava-se originalmente Galanga. Comerciantes portugueses traficantes de escravos o apresaram. Chegou ao Brasil em 1740, no navio negreiro "Madalena", mas, entre os membros da família, somente ele e seu filho sobreviveram à viagem. A rainha Djalô e a filha, a princesa Itulo, foram jogadas no Oceano pelos marujos do navio para aplacar a ira dos deuses da tempestade, que quase o afundou.
Todo o lote de escravos foi comprado pelo major Augusto, proprietário da mina da Encardideira, e foi levado para Vila Rica como escravo, juntamente com seu filho. Trabalhando como escravo, conseguiu comprar sua liberdade e a de seu filho. Adquiriu a mina da Encardideira. Aos poucos, foi comprando a alforria de seus compatriotas. Os escravos libertos consideravam-no "rei".

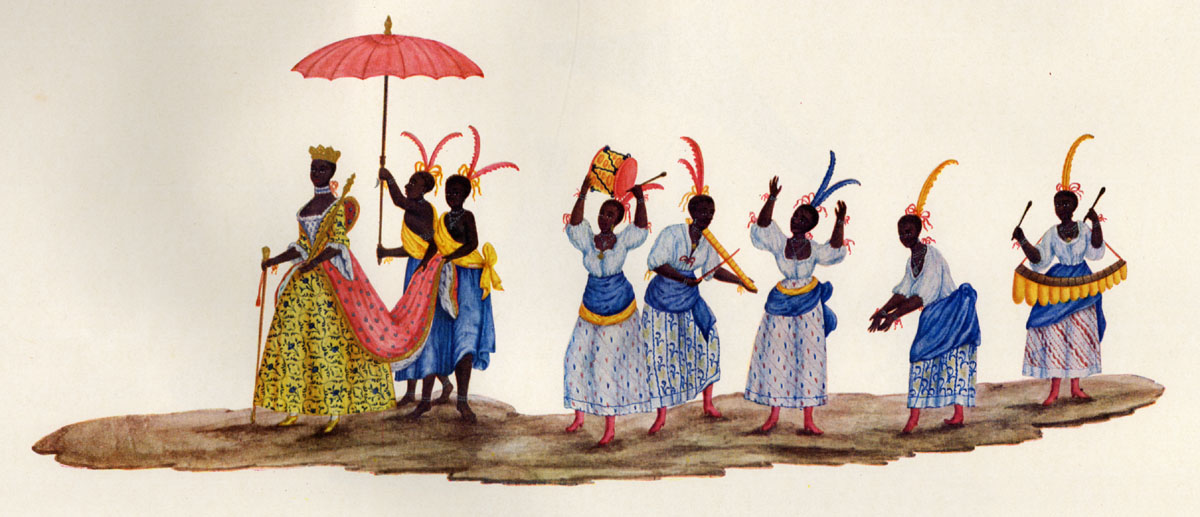
Carlos Julião. Cortejo da Rainha Negra.
na Festa de Reis. Aquarela colorida do livro Riscos illuminados de figurinos de brancos e negros dos uzos do Rio de Janeiro e Serro Frio.

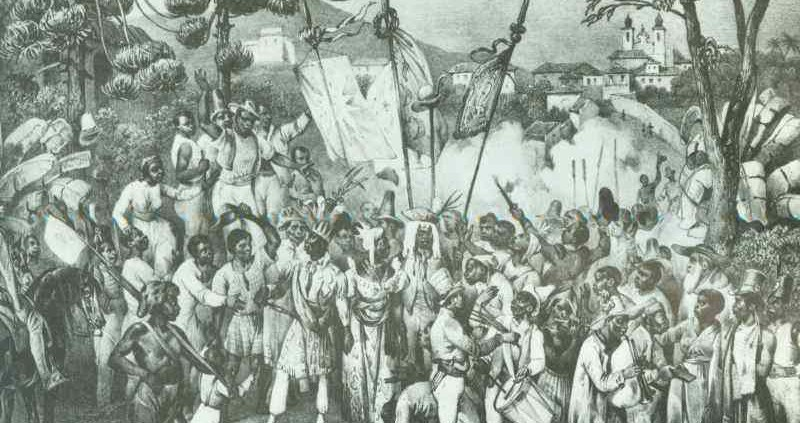
“Festa de Nossa Senhora do Rosário, padroeira dos negros”, título dado por Rugendas

Este grupo associou-se em uma irmandade em honra de Santa Ifigênia, que teria sido a primeira irmandade de negros livres de Vila Rica. Ergueram a Igreja de Nossa Senhora do Rosário.
Chico Rei virou monarca em Ouro Preto, antiga Vila Rica, em Minas Gerais, no século XVIII, com a anuência do governador-geral Gomes Freire de Andrada, o conde de Bobadela.
No dia de Nossa Senhora do Rosário, ocorriam as solenidades da irmandade, denominadas Reinado de Nossa Senhora do Rosário. Durante estas solenidades, Chico, coroado como rei, aparece com a rainha e a corte, em ricas indumentárias, seguido por músicos e dançarinos, ao som de caxambus, pandeiros, marimbas e ganzás. Este cortejo antecedia a missa. Diversos grupos de congado evocam Chico Rei como origem do congado, embora estudiosos contestem esta visão.
Estão misturados, nesta epígrafe, a fictícia nota de rodapé de Diogo de Vasconcelos, o romance de Agripa de Vasconcelos e outras mistificações inventadas por outros autores, algumas absurdas, como é o caso da "anuência" do governador Gomes Freire de Andrade. Várias vezes em Ouro Preto (década de 1990) e entrevistando pessoas maiores de 50 anos, o Historidor Tarcísio José Martins constatou que nunca existiu nem Chico Rei e nem essa apregoada e falsa "tradição oral".

## Registros históricos

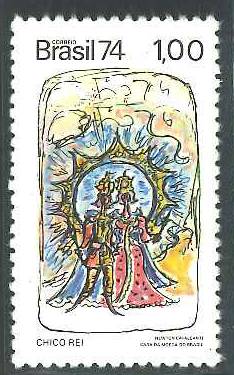
Selo postal alusivo a Chico Rei

A história de Chico Rei não possui registros fidedignos. Ela aparece, sem qualquer comprovação documental, em uma nota de rodapé escrita por Diogo de Vasconcelos, em seu livro "História Antiga de Minas", de 1904. Em 1966, o romancista Agripa de Vasconcelos, tendo como fonte a nota de Diogo de Vasconcelos, escreveu o romance "Chico Rei". Dois anos antes, em 1964, o GRES Acadêmicos do Salgueiro disputou o Carnaval carioca com enredo sobre a lenda de Chico Rei, dos carnavalescos Arlindo Rodrigues e Fernando Pamplona. O samba-enredo, de autoria de Djalma Sabiá, Geraldo Babão e Binha, é até hoje considerado um dos mais belos já feitos. No desfile, porém, o Salgueiro foi apenas o 2º colocado.
Todas as demais matérias sobre Chico Rei são posteriores a 1904. Não existe qualquer outra fonte sobre o tema. Em 2008, Stefano Gatto publicou uma coleção de histórias curtas em espanhol sobre o Brasil, cujo primeiro conto, que dá o título ao trabalho ("Chico Rey y otras historias brasileñas" ver ligações externas), dedica-se ao Chico Rei. Esta obra é de ficção e não tem nenhuma finalidade histórica.